# Pompeu Fabra
Pompeu Fabra i Poch, född 20 februari 1868 i Gràcia i Barcelona, död 25 december 1948 i Prada de Conflent i Pyrénées-Orientales i Frankrike, var en spansk (katalansk) filolog och lingvist. Han var huvudpersonen bakom standardiseringen av det katalanska skriftspråket i början av 1900-talet. Numera har Universitat Pompeu Fabra namngivits efter honom.

## Biografi

### Tidiga år
Pompeu Fabra föddes som barn till Josep Fabra i Carolina Poch, dåvarande staden Gràcia – numera del av Barcelona. Han var minst i en 13-hövdad syskonskara, där dock endast tre uppnådde vuxen ålder.
När han var fem år utropades första spanska republiken. Fadern, som var republikanskt lagd, valdes därefter till borgmästare i Gràcia. Ett år senare flyttade familjen in till själva Barcelona, där de bosatte sig på carrer de la Diputació.
Fadern utövade en stor påverkan på Pompeu Fabra under dennes uppväxt. Genom honom fick pojken stifta bekantskap med fenomen som ordböcker och grammatikböcker, inklusive Diccionari de la llengua catalana ab la correspondencia castellana y llatina av Pere Labèrnia och Gramática de la lengua catalana av duon Antoni de Bofarull och Adolf Blanch. Från faderns inflytande kom också valet att sikta mot en yrkesbana som ingenjör. Fadern avled 1888, innan Pompeu hunnit avsluta sina studier.

### Tidiga vuxenår
Fabra inledde studier till civilingenjör, men ägnade samtidigt allt större tid åt sitt nyvunna filologiska intresse. 1891 fick han i tidningen L'Avenç publicerat den grammatiska essän (på spanska) "Ensayo de gramática del catalán moderno", den första akademiska text som med vetenskaplig metodik beskrev den talade katalanskan med en detaljerad fonetisk transkription. Tillsammans med Joaquim Casas och Jaume Massó drog han igång tidningens andra språkkampanj i ordningen, med målet att för första gången systematisera språket. Kampanjandet ledde till häftiga debatter men var ändå en plattform inför en framtida standardisering av katalanskan.
I tidningen publicerade Fabra artiklar under pseudonymen "Esteve Arnau". Han ville undvika direkt konfrontation med meningsmotståndare, vid en tid då han ännu inte säkrat sin ekonomiska försörjning. Dessutom ville han hålla en viss distans till tidningen, vars ideologiska inriktning han inte fullt ut delade.
1902 utnämndes Fabra till förste lektor i kemi vid Ingenjörshögskolan i Bilbao. 5 september samma år – och strax före terminsstarten – gifte han sig med Dolors Mestre i kyrkan Sant Vicenç de Sarrià i Barcelona. Paret flyttade därefter till Bilbao, där de kom att bo under tio års tid. De fick under tiden tre döttrar: Carola (1904–1998), Teresa (1908–1948) och Dolors (1912–1993). Trots avståndet hem till Katalonien fördjupades under dessa år Pompeu Fabras filologiska intresse.

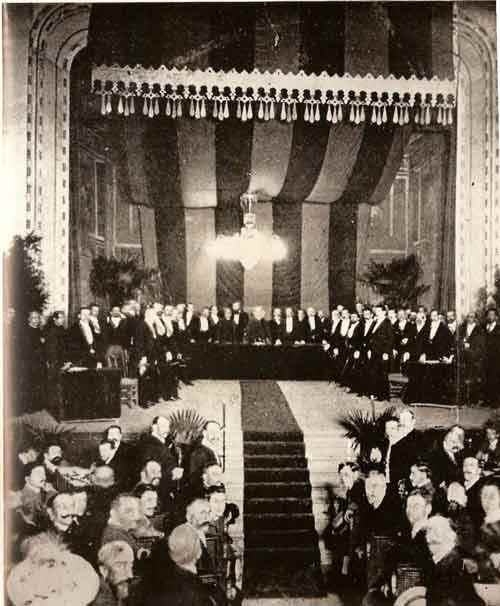
Pompeu Fabra deltog vid 1906 års internationella katalanska kongress.

Kort efter att Fabra 1912 utsetts till ny förstelektor vid Bilbaos universitet, valde familjen Fabra att lämna Baskien och flytta tillbaka till Katalonien. Orsaken var dottern Teresas bräckliga hälsa och läkarrekommendationen med frisk luft och flitigt med havsbad. Familjen slog sig ner i Badalona precis norr om Barcelona och nära till Medelhavets stränder. Dessutom fick Fabra möjligheten att byta yrkesbana och på heltid kunna ägna sig åt sin språkverksamhet, med Barcelonas universitet och det nyligen bildade Institut d'Estudis Catalans (IEC) inom rimligt avstånd.
Fabra blev kvar i Badalona fram tills han tvangs i exil vid spanska inbördeskrigets slut 1939. Han var verksam i Badalonas kulturliv, inklusive som den förste rektorn på stadens yrkesskola. Många vetenskapliga diskussioner ägde också rum under Fabras återkommande spårvagnsresor mellan Badalona och Barcelona.
Pompeu Fabra hade 1906 deltagit i den första internationella katalanska kongressen, den som låg bakom bildandet av IEC. Kongressen befäste Fabras ställning som en av de ledande akademikerna inom skrået, och Enric Prat de la Riba bad honom att leda det nya projektet i att standardisera katalanska språkets stavning. När Fabra några år senare återvände till Katalonien, utsågs han till den första chefen för den filologiska sektionen hos IEC. Parallellt undervisade han på Estudis Universitaris Catalans, den katalanskspråkiga högskola som etablerats i protest mot Barcelonas universitets vägran att övergå till katalanska som undervisningsspråk.
1912 skrev Fabra (på spanska) Gramática de la lengua catalana. Ett år senare presenterade han sina Normes ortogràfiques, en mycket omdiskuterad lista på 24 grundregler för katalansk stavning som kom att bli basen för de kommande årens katalanska stavningsreform. Bland särdragen hos de språknormerna fanns respekten för de olika katalanska dialekterna, liksom för ordens ursprung. Normsamlingen från 1913 kompletterades fyra år senare med ordboken Diccionari ortogràfic.

### Produktiv tid

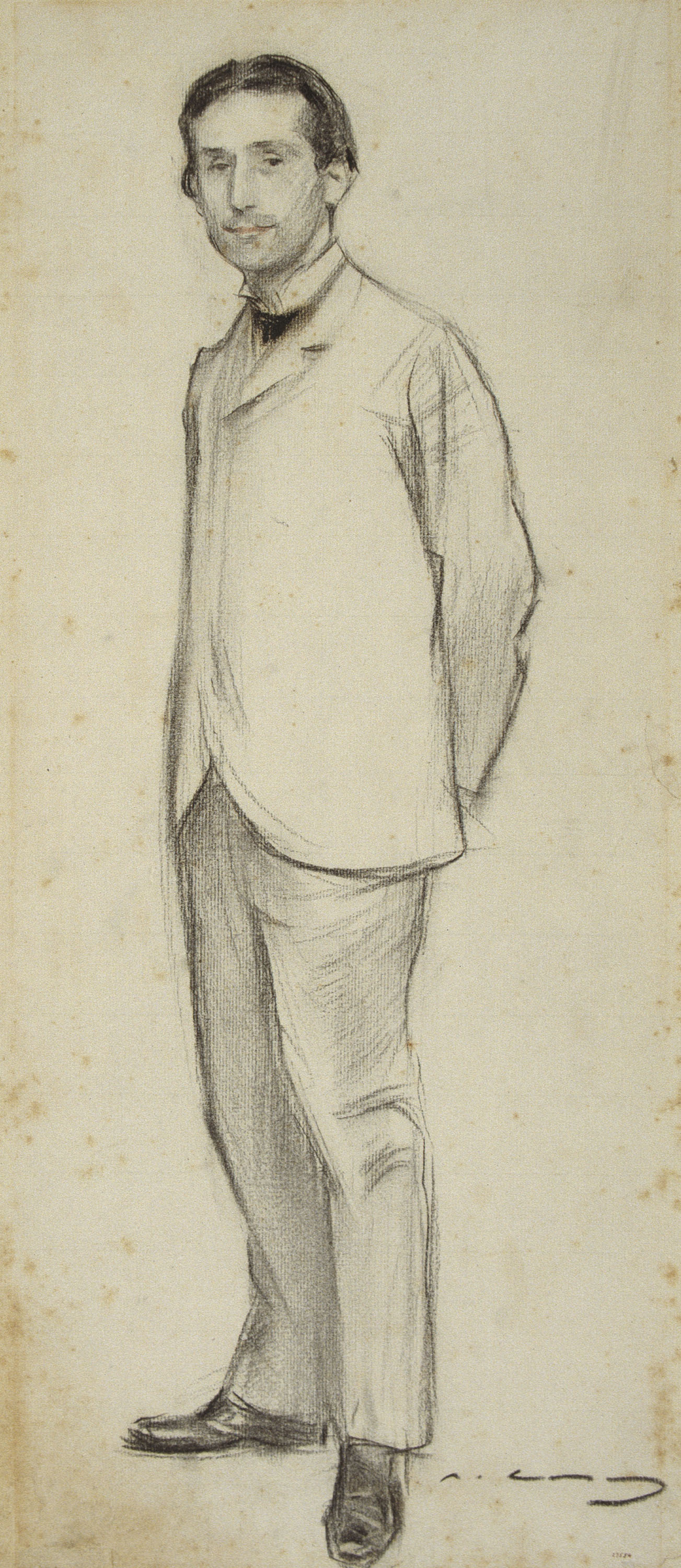
Pompeu Fabra som ung, målad av Ramon Casas.

Med utgivningen 1918 av Gramàtica catalana (skriven på katalanska) etablerades Fabras stavningsregler i mer eller mindre som officiell stavning i det Katalonien som då styrdes som Katalanska samväldet (och där ovannämnde Prat de la Riba varit den förste presidenten). För Fabra själv inleddes en aktiv period med fortsatt författande av olika språkböcker, inklusive av Diccionari general de la llengua catalana. Redan samma år producerades Curs mitjà de gramàtica catalana, en grammatik för skolbruk. 1924 års Converses filològiques återtryckte olika artiklar om språkliga tvisteämnen från den republikanska La Publicidad.
1925 började Fabra en tjänst på utbildningsavdelningen hos Barcelonas provinsadministration. Två år senare utsågs han till lärare i katalansk prosodi vid Institut del Teatre, Barcelonas teaterhögskola.
Såsom samtidens kanske mest kända katalanska språkmänniska utsågs Fabra 1932 till förstelektor i katalanska vid Barcelonas universitet. Detta var första gången katalanskan gavs officiellt inträde på regionens främsta utbildningsinstitution, som under den andra spanska republiken var inblandad i en stark moderniseringsprocess. Året därpå utnämndes han även till styrelseordförande för universitetet.
Pompeu Fabra kom 1932 med sin Diccionari general de la llengua catalan, en allmän ordbok som ofta blev känd under kortformer som "Diccionari Fabra" och "el Pompeu". Kriterierna bakom dess författande var i huvudsak fyra:
1. Uteslutandet av arkaismer och dialektord[23] med liten och minskande spridning
2. Uppmärkning av ord som var på väg att förlora sin aktualitet i språket
3. Uteslutande av utländska ord där det fanns – eller lätt kunde skapas – katalanska motsvarigheter
4. Inkluderande av allmänna tekniska termer hämtade från grekiska eller latin och anpassade till katalanska stavningsregler

### Sista år
Tidigt 1939 reste Fabra till huset i Sant Feliu de Codines, varifrån han begav sig mot gränsen och exil i Frankrike. Den då 71-årige Fabra var inte personligen utsatt för förföljelse, men hans republikanska och katalanistiska intressen skulle göra det allt svårare för honom att leva fritt under Francos kommande styre. Dessförinnan hade han träffat vänner som Joan Oliver och Antoni Rovira (akademiker respektive regionpolitiker) och tillsammans med dem gjort upp om att fortsätta kulturarbetet inom det då nybildade Institució de les Lletres Catalanes.
Morgonen den 24 januari begav sig hela familjen iväg i riktning mot Girona och gränsen, som några av många tusen flyktingar undan falangisternas avancemang. De passerade gränsen den 31 januari, fem dagar efter att Francos trupper gått in i Barcelona. Därefter kom familjen att stanna kortare eller längre tid i Paris, Montpellier, Perpignan och slutligen i Prades strax norr om den spanska gränsen. Efter andra världskrigets slut, mellan 14 september 1945 och 22 januari 1948, upprätthöll Fabra en post som regionråd i det katalanska regionstyret i exil.
Pompeu Fabras sista år var bekymmersamma på flera sätt, och han levde från en dag till nästa tack vare kläder och mat och han fick i gåva av folk. Trots de svåra levnadsvillkoren arbetade han vidare på en nyutgåva av Gramàtica catalana, utgiven postumt 1956 av den till USA utvandrade katalanske lingvisten Joan Coromines.
1947 diagnosticerades hans dotter Teresa med cancer, ett besked som drabbade honom svårt och som gjorde att han själv började omge sig med frågor om döden. 27 november 1947 begav han sig till Andorra för att låta författa sitt testamente.
Dottern Teresas död 20 januari 1948 blev ytterligare ett hårt slag för snart 80-årige Pompeu Fabra. Begravningstalet av Joan Alavedra återspeglade känslorna hos exil-katalanerna, som varit i färd med att förbereda firandet av Pompeu Fabras 80-årsdag några veckor senare. Fabras födelsedag blev trots allt högtidlighållen, och den katalanska exil-gemenskapen gav honom en guldmedalj (finansierad genom en allmän insamling), tillsammans med en byst skulperad av Joan Rebull.

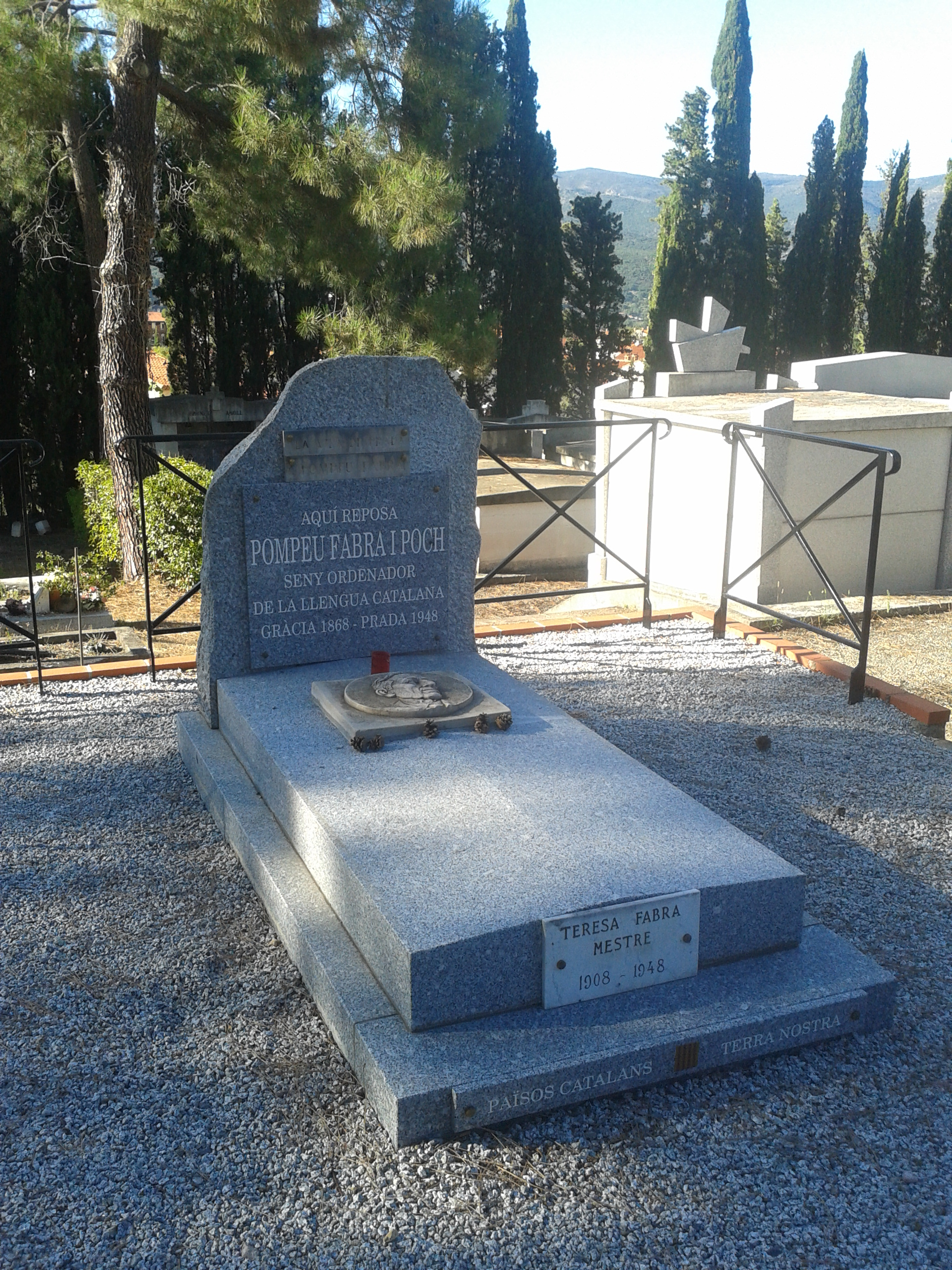
Pompeu Fabras grav på kyrkogården i Prades.

Pompeu Fabra avled i sitt hem i Prades, den 25 december 1948. Han ligger begravd på stadens kyrkogård.

## Eftermäle och utmärkelser
Med tiden har många platser, institutioner och evenemang fått namn efter Pompeu Fabra. Ett stort antal gator och torg i olika katalanska städer bär Fabras namn. Detta inkluderar Avinguda de Pompeu Fabra i Barcelona, namngiven 1980 i det område i Gràcia där Fabra bodde som ung. I samma stadsdel står två monument efter Fabra, resta i samband med 1982 respektive 1993 års Festes de Fabra ("Fabra-festivaler").
Kulturorganisationen Òmnium Cultural arrangerade 1968 det första Pompeu Fabra-året, med målet att sprida kunskapen om den viktigaste språkmänniskan inom det det katalanskspråkiga området.
18 juni 1990 godkände det katalanska regionstyret bildandet av Universitat Pompeu Fabra, i minne av läraren Fabra. Regionstyret utsåg år 2018 till ett nytt Pompeu Fabra-år, med koppling till Fabras 150-årsdag och den då hundra år gamla katalanska grammatikstandarden.
Redan under sin levnad uppmärksammades Fabra av Badalona, staden där han bodde i nästan 30 års tid. 1934 fick han motta stadens guldmedalj, tillsammans med skådespelarna Enric Borràs och Margarida Xirgu.
Pompeu Fabra var även idrottsintresserad, inte minst av tennis. Han var 1914 medgrundare av Badalona Lawn-Tennis Club, och dottern Carola blev senare en av Spaniens bästa tennisutövare.

## Bibliografi (urval, inklusive som redaktör)

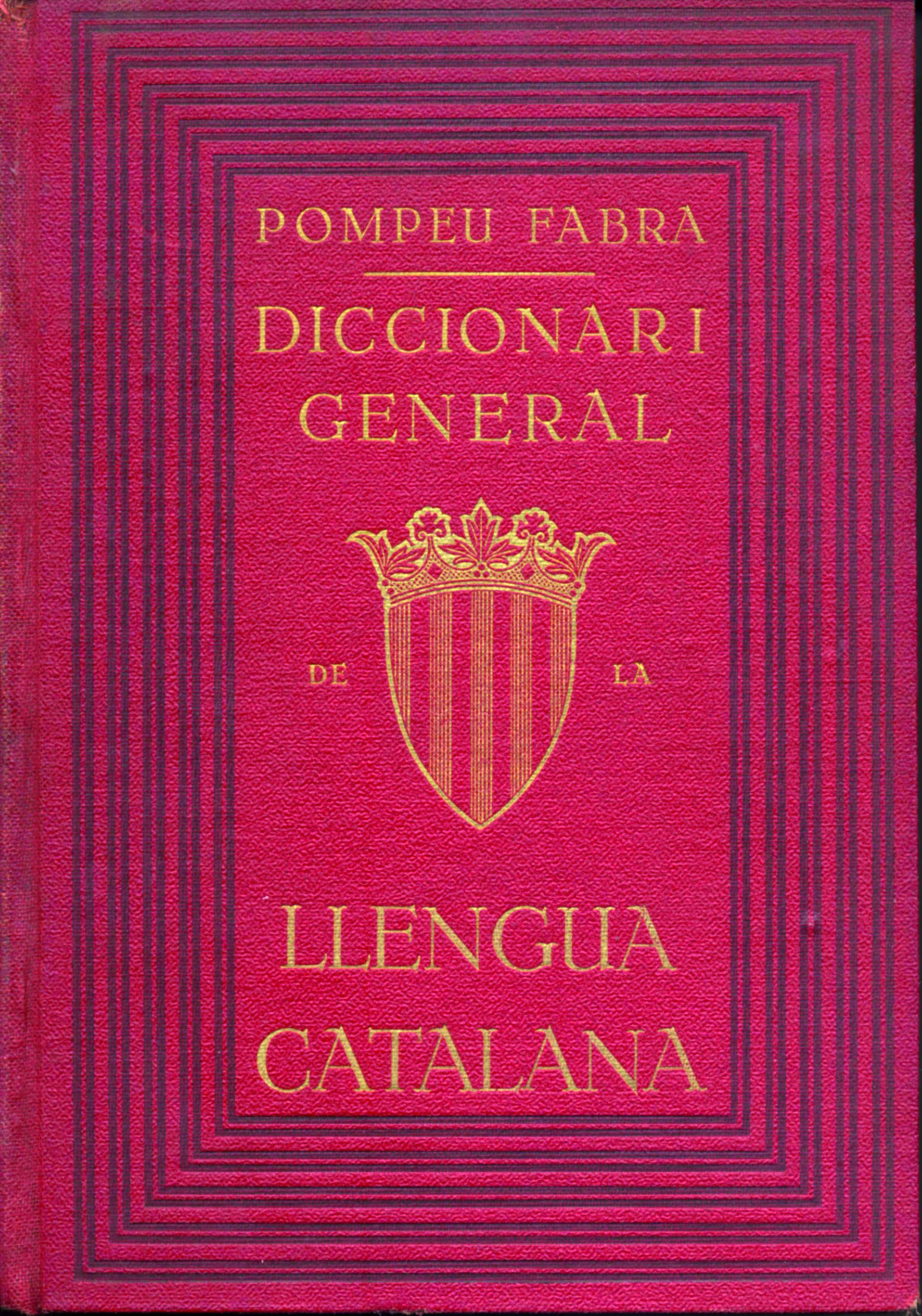
Omslaget på 1932 års utgåva av Diccionari general de la llengua catalana.